# Adiantum grossum
Adiantum grossum är en kantbräkenväxtart som beskrevs av Georg Heinrich Mettenius. Adiantum grossum ingår i släktet Adiantum och familjen Pteridaceae. Inga underarter finns listade.